# 1978-as jégkorong-világbajnokság
Az 1978-as jégkorong-világbajnokság a 45. világbajnokság volt, amelyet a Nemzetközi Jégkorongszövetség szervezett. A vb-ken a csapatok három szinten vettek részt. A világbajnokságok végeredményei alapján alakult ki az 1979-es jégkorong-világbajnokság csoportjainak mezőnye.

## A csoport
1–8. helyezettek
- Szovjetunió – Világbajnok
- Csehszlovákia
- Kanada
- Svédország
- NSZK
- Finnország
- Egyesült Államok
- NDK – Kiesett a B csoportba

## B csoport
9–16. helyezettek
- Lengyelország – Feljutott az A csoportba
- Japán
- Svájc
- Románia
- Magyarország
- Norvégia
- Olaszország – Kiesett a C csoportba
- Jugoszlávia – Kiesett a C csoportba

## C csoport
17–26. helyezettek
- Hollandia – Feljutott a B csoportba
- Ausztria – Feljutott a B csoportba
- Dánia – Feljutott a B csoportba
- Kína – Feljutott a B csoportba
- Bulgária
- Franciaország
- Spanyolország
- Franciaország

Négy csapat jutott fel a B csoportba, mert 1979-es 10 csapatosra bővült a B csoport.